# Земмерда
Земмерда (нім. Sömmerda) — місто в Німеччині, розташоване в землі Тюрингія. Адміністративний центр району Земмерда.
Площа — 80,70 км2. Населення становить 19 156 ос. (станом на 31 грудня 2021).